# Gustav Bauer
Gustav Bauer (pronúnciaⓘ; Darkehmen, 6 de Janeiro de 1870 – Berlim, 16 de Setembro de 1944) foi um político alemão. Ocupou o cargo de Chanceler da República de Weimar de 22 de junho de 1919 a 26 de Março de 1920.